# Gugsza N. (Zauditu császárnő lánya)
Gugsza N. (Addisz-Abeba, Etiópia, 1906. január – Addisz-Abeba, Etiópia, 1906. január) etióp hercegnő. A Salamon-dinasztia tagja. I. Tekle Gijorgisz etióp császár 6. (generációs) leszármazottja és Gvangul N. hercegnő húga.

## Élete
Zauditu etióp császárnőnek, II. Menelik etióp császár és Abecsu Bajan vollói úrnő házasságon kívüli kapcsolatából született lányának Gugsza Velével, Begameder kormányzójával kötött negyedik házasságából származó kisebbik lánya. 
Zauditu negyedszerre az apja gyermektelen és nagyhatalmú harmadik feleségének, akivel Zauditu nagyon jó viszonyt ápolt, Taitu etióp császárnénak az unokaöccséhez, Rasz Gugszához, Begameder tartomány későbbi kormányzójához ment feleségül 1900. áprilisában. A házasság boldognak bizonyult, annak ellenére is, hogy az egyetlen gyermek, egy kislány, akinek a neve szintén nem ismert, Gugsza N., mely e kapcsolatból származott, a születése után rögtön meg is halt 1906. januárjában. Zauditut ezután már elkerülte a gyermekáldás, és nem adatott meg neki, hogy utódokat hagyjon hátra. Nővére, Soa Reged azonban több életképes gyermeket is szült, de csak a második házasságából származó kisebbik fia, Lidzs Ijaszu élte túl a nagyapját, és örökölhette a császári trónt.